# Calligonum klementzii
Calligonum klementzii Losinsk. – gatunek rośliny z rodziny rdestowatych (Polygonaceae Juss.). Występuje naturalnie w Chinach – w regionie autonomicznym Sinciang. 

## Morfologia
PokrójZrzucający liście krzew dorastający do 0,5–1 m wysokości.
LiścieIch blaszka liściowa ma równowąski kształt, mierzy 2–6 mm długości, o ostrym wierzchołku.
KwiatyZebrane po 2–3 w pęczki, rozwijają się w kątach pędów. Listki okwiatu mają eliptyczny kształt i ciemnoczerwoną barwę.
OwoceMają jajowaty kształt, osiągają 10–20 mm długości oraz 12–20 mm szerokości.

## Biologia i ekologia
Rośnie na pustyniach oraz wydmach. Występuje na wysokości od 600 do 700 m n.p.m. Kwitnie od maja do czerwca, natomiast owoce dojrzewają od czerwca do lipca.